# 曼利號驅逐艦 (DD-74)
曼利號驅逐艦（舷號DD-74）是一艘隸屬於美國海軍的驅逐艦，為巴斯鋼鐵廠的六號艦。她是美軍第二艘以曼利為名的軍艦，以紀念美國獨立戰爭時期的海軍軍官約翰·曼利（John Manley）。
曼利號在1916年於巴斯鋼鐵廠開始建造，在1917年下水服役，其時美國已參與第一次世界大戰。接著曼利號被派往愛爾蘭護航商船，期間曼利號與英國莫塔瓜號防護巡洋艦（HMS Motagua）相撞，引爆艦上的深水炸彈，造成嚴重損毀。復修後大戰已經結束，曼利號由利物浦返回美國，及後主要在地中海巡航。1922年曼利號退役封存，在1930年重返現役，並留在大西洋艦隊。期間曼利號曾在西班牙內戰時期到地中海戒備。1938年曼利號改為高速運輸艦，並參與了太平洋戰爭多場重要戰役，包括瓜島戰役、所羅門群島戰役、馬紹爾群島戰役、塞班島戰役、仁牙因灣戰役、呂宋島戰役及沖繩戰役。戰爭末段曼利號重編為驅逐艦，並安裝靶機彈射器，訓練水兵應付神風特攻隊攻擊。戰後曼利號退役除籍，並在1946年出售拆解。
曼利號在第二次世界大戰共獲得五枚戰鬥之星，以及一次海軍部隊嘉獎勳表。